# NCAPH2
NCAPH2‏ (Non-SMC condensin II complex subunit H2) هوَ بروتين يُشَفر بواسطة جين NCAPH2 في الإنسان.